# Tekirdağ (province)
La province de Tekirdağ est une des 81 provinces (en turc : il, au singulier, et iller au pluriel) de la Turquie.
Sa préfecture (en turc : valiliği) se trouve dans la ville éponyme de Tekirdağ.

## Géographie
Sa superficie est de 6 313 km2.

## Population
En 2013, la province était peuplée d'environ 874 475 habitants, soit une densité de population d'environ 139 hab./km2.
| 2000    | 2001    | 2002    | 2003    | 2004    | 2005    | 2006    | 2007    | 2008    |
| ------- | ------- | ------- | ------- | ------- | ------- | ------- | ------- | ------- |
| 577 812 | 598 658 | 619 152 | 639 837 | 661 237 | 683 199 | 705 692 | 728 396 | 770 772 |

| 2009    | 2010    | 2011    | 2012    | 2013    | 2014    | 2015    | 2016    | 2017      |
| ------- | ------- | ------- | ------- | ------- | ------- | ------- | ------- | --------- |
| 783 310 | 798 109 | 829 873 | 852 321 | 874 475 | 906 732 | 937 910 | 972 875 | 1 005 463 |

| 2018      | 2019      | 2020      | 2021      | 2022      | 2023      | - | - | - |
| --------- | --------- | --------- | --------- | --------- | --------- | - | - | - |
| 1 029 927 | 1 055 412 | 1 081 065 | 1 113 400 | 1 142 451 | 1 167 059 | - | - | - |

## Administration
La province est administrée par un préfet (en turc : vali)

## Subdivisions
La province est divisée en 9 districts (en turc : ilçe, au singulier).